# أمير محمد مظلوم
أمير محمد مظلوم (بالفارسية: امیرمحمد مظلوم) هو لاعب كرة قدم إيراني في مركز الهجوم، ولد في 27 يناير 1996 في رشت في إيران. شارك مع منتخب إيران تحت 17 سنة لكرة القدم ومنتخب إيران تحت 20 سنة لكرة القدم. أما مع النوادي، فقد لعب مع نادي داماش غيلان ونادي مقاومت لكرة القدم ونادي ملوان.

## وصلات خارجية
- أمير محمد مظلوم على موقع قاعدة بيانات كرة القدم.إي يو (الإنجليزية)
- أمير محمد مظلوم على موقع Soccerway.com (الإنجليزية)